# Toshimichi Takahashi
Toshimichi Takahashi (Fukuoka, 29 de junho de 1951) é um ator, dublê, suit-actor, coreografo, lutador e mestre em artes marciais japonês.
Com mais de 30 anos de carreira, começou como membro do JAC (Japan Action Club), treinando outros dublês e atuando em diversos seriados tokusatsu, geralmente como dublê de ação.
Takahashi é conhecido por fãs do gênero por ter atuado em inúmeras séries live-action durante as décadas de 70, 80 e 90, tanto como suit-actor, caracterizado como o personagem sob uma armadura, e como ator, geralmente como vilão, devido ao seu porte físico e estilo de face, ostentando extensas costeletas e, muitas vezes, barba e bigode espessos.
Em algumas séries, chegou a interpretar mais de um personagem. Em Sharivan interpretou a forma humana do monstro Boxer Beast, e posteriormente Keith, um alienígena aliado de Sharivan. Em Goggle V interpretou Desgiller. Em Machine Man interpretou Nozumi do Trio Karatê. Em Jaspion interpretou Ikki. Em Cybercops, interpretou o Andróide Snooker. Em Spielvan, interpretou o Dr. Bio (vestiu a armadura). Em Kamen Rider Black, interpretou  Baraom, Em Kamen Rider Black RX, interpretou General Jark. Em B-Fighter intrepretou Gigaro,e em Jiban atou como um monstro de Biolon no episódio 25 "A
cabem com a Santa" e Tiambaranoid no episódio "O samurai sonhador"..
Atualmente, é membro veterano do JAE (antigo JAC) e continua trabalhando como instutor de lutas. Ocasionalmente, faz alguma participação em produções televisivas.